# Qualificazioni al campionato mondiale di calcio 2018 - CONCACAF - terza fase
Il terzo turno delle qualificazioni al campionato mondiale di calcio 2018 si è svolto dal 4 all'8 settembre 2015. Vi hanno partecipato le dieci nazionali affiliate alla CONCACAF vincitrici del secondo turno, a cui si sono aggiunte Haiti e Giamaica.

## Formula
Alle 10 squadre vincitrici del secondo turno, si aggiungono Haiti e Giamaica. Delle 12 squadre ne rimarranno 6 alle quali si aggiungeranno le migliori 6 del continente.

## Sorteggio
I sorteggi del primo turno sono stati effettuati il 15 luglio 2015 a San Pietroburgo. Le dodici partecipanti sono state divise in due urne sulla base della loro posizione nel Ranking FIFA al mese di luglio 2015.
| Urna 1                                                                                                 | Urna 2 |
| --- | --- |
| 1. Giamaica (85) 2. Haiti (117) 3. Canada (122) 4. Aruba (124) 5. El Salvador (127) 6. Guatemala (134) | 1. Saint Vincent e Grenadine (134) 2. Grenada (142) 3. Antigua e Barbuda (149) 4. Belize (162) 5. Nicaragua (175) 6. Curaçao (182) |

## Incontri

### Risultati
| Squadra 1                 | Totale | Squadra 2   | Andata | Ritorno |
| ------------------------- | ------ | ----------- | ------ | ------- |
| Curaçao                   | 0 - 2  | El Salvador | 0 - 1  | 0 - 1   |
| Canada                    | 4 - 1  | Belize      | 3 - 0  | 1 - 1   |
| Grenada                   | 1 - 6  | Haiti       | 1 - 3  | 0 - 3   |
| Giamaica                  | 4 - 3  | Nicaragua   | 2 - 3  | 2 - 0   |
| Saint Vincent e Grenadine | 3 - 2  | Aruba       | 2 - 0  | 1 - 2   |
| Antigua e Barbuda         | 1 - 2  | Guatemala   | 1 - 0  | 0 - 2   |

### Curaçao-El Salvador
| Arbitro: | Valdin Legister |

|  |           |           |
|  | Marcatori | 12’ Larín |

| Arbitro: | Ricardo Montero |

|            |           |  |
| Barrios 9’ | Marcatori |  |

### Canada-Belize
| Arbitro: | Jhon Pitti |

|                                  |           |  |
| Ricketts 25’, 63’ Hutchinson 90’ | Marcatori |  |

| Arbitro: | Javier Santos |

|              |           |             |
| McCauley 26’ | Marcatori | 45’ Johnson |

### Grenada-Haiti
| Arbitro: | Héctor Francisco Rodríguez |

|                    |           |                                  |
| Straker 33’ (rig.) | Marcatori | 27’ Maurice 38’ Jérôme 56’ Nazon |

| Arbitro: | David Gantar |

|                                    |           |  |
| Guerrier 26’ Nazon 38’ Belfort 50’ | Marcatori |  |

### Giamaica-Nicaragua
| Arbitro: | Marlon Mejía |

|                           |           |                                          |
| Mattocks 69’ Mariappa 78’ | Marcatori | 5’ (rig.) Rosas 8’ Chavarría 48’ Galeano |

| Arbitro: | Oscar Reyna |

|  |           |                          |
|  | Marcatori | 13’ Mattocks 89’ Dawkins |

### Saint Vincent e Grenadine-Aruba
| Arbitro: | Rodphin Harris |

|                                |           |  |
| Slater 51’ Anderson 90’ (rig.) | Marcatori |  |

| Arbitro: | José Alfredo Peñaloza |

|               |           |            |
| Danso 4’, 50’ | Marcatori | 84’ Slater |

### Antigua e Barbuda-Guatemala
| Arbitro: | Armando Villarreal |

|                   |           |  |
| Weston 72’ (rig.) | Marcatori |  |

| Arbitro: | Roberto García Orozco |

|                    |           |  |
| Ruiz 61’ López 75’ | Marcatori |  |